# Présidial

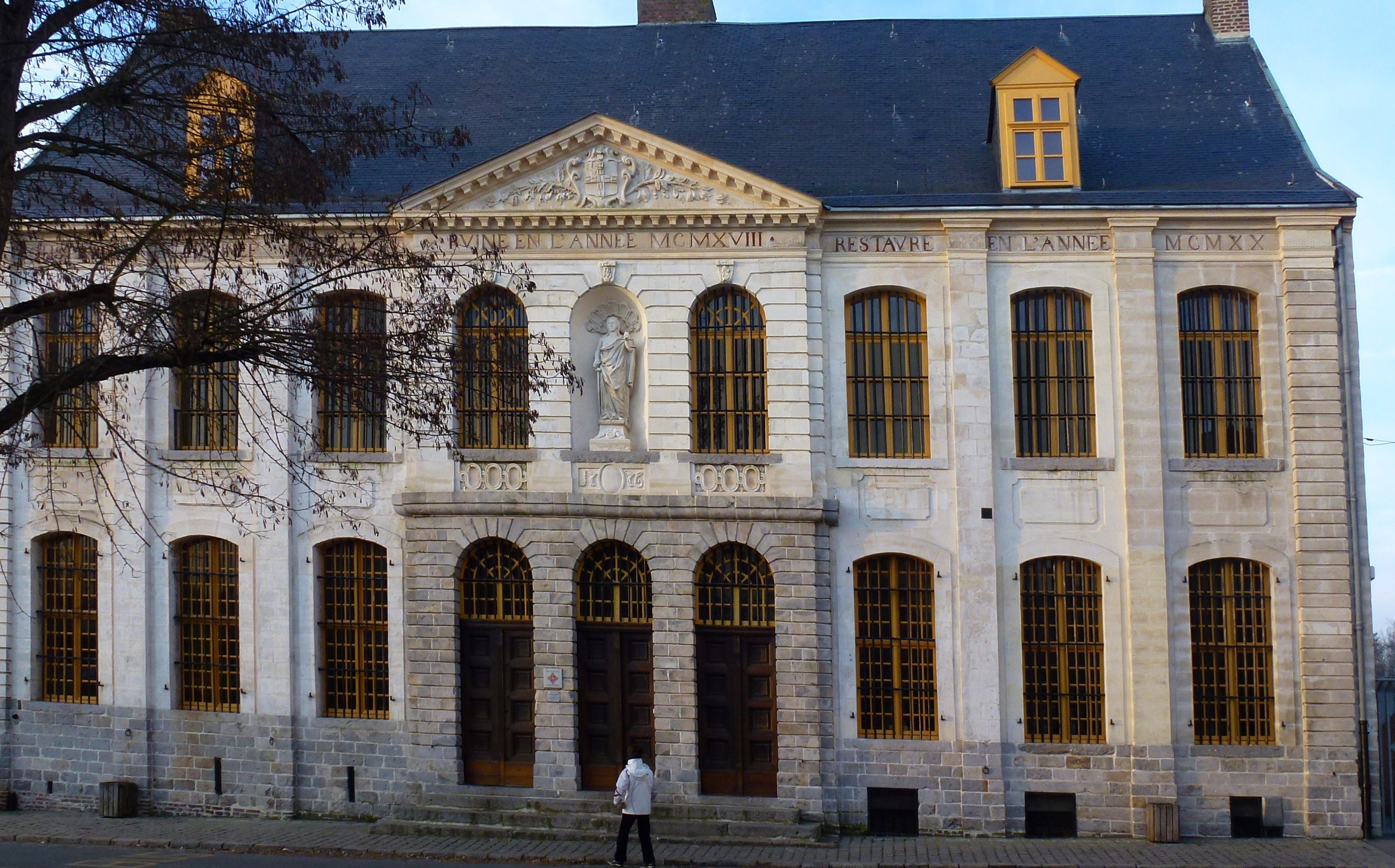
Présidial

Het Présidial is een voormalig gerechtsgebouw in de tot het Franse Noorderdepartement behorende stad Belle, gelegen aan het Place Plichon.
Het is een gebouw in classicistische stijl, opgericht in 1776, naar ontwerp van Legrand en Vanneuville. Het is het enige belangrijke gebouw dat de verwoestingen tijdens de Eerste Wereldoorlog heeft doorstaan en het is wat bouwstijl betreft sterk verschillend van de bouwstijl die het grootste deel van het stadje kenmerkt, namelijk Vlaamse neorenaissance, in baksteen uitgevoerd. Het gebouw werd in 1920 gerestaureerd.
Toen, krachtens de Vrede van Utrecht, de kasselrij Ieper weer aan de Oostenrijkse Nederlanden kwam, werden de gerechtszaken voor het Franse deel van Vlaanderen overgebracht naar Belle. Dit gaf een toevloed aan activiteiten in het grensplaatsje. Niet alleen kwam er de staf van een gerechtsgebouw, maar er waren ook cachotten. Ook in het présidential zijn die nog te vinden, in de kelderverdieping.
In 2012 werd het gebouw opnieuw gerestaureerd en sindsdien huisvest het tal van heemkundige activiteiten.